# Tityus maturinensis
Espèce
Tityus maturinensis est une espèce de scorpions de la famille des Buthidae.

## Distribution
Cette espèce est endémique de l'État de Monagas au Venezuela. Elle se rencontre vers Acosta.

## Étymologie
Son nom d'espèce, composé de maturin et du suffixe latin -ensis, « qui vit dans, qui habite », lui a été donné en référence au lieu de sa découverte, San Antonio de Maturín.

## Publication originale
- González-Sponga, 2008 : « Biodiversidad en Venezuela. Descripcion de dos nuevas especies del genero Tityus Koch, 1836 (Buthidae) y dos especies del genero Chactas Gervais, 1844 (Chactidae). » Boletín de la Academia de Ciencias Físicas, Matemáticas y Naturales de Venezuela, vol. 68, no 1, p. 39-65.